# オクラホマ・スタンピード
オクラホマ・スタンピード（Oklahoma Stampede）は、プロレス技の一種である。アバランシュ・ホールド（Avalanche Hold）の別名もある。アバランシュ・スラム（Avalanche Slum）、アバランシュ・プレス（Avalanche Press）とも呼ばれる。日本名は雪崩固め（なだれがため）、雪崩投げ（なだれなげ）、雪崩落とし（なだれおとし）。
なお、このページでは便宜上「オクラホマ・スタンピード」の名称を用いて記述している。

## かけ方
ボディスラムと同様に相手の身体を両腕で抱え込んでうつぶせ状態で担ぎ上げ、そのまま自分の体を浴びせながら相手を背面からマットに叩きつける。威力を増すためにリング上でコーナーからコーナーの対角線を走ることで勢いをつける場合もある。さらにスティーブ・ウィリアムスが得意とした、コーナーの対角線を走り、相手の背中をコーナーポストへぶつけ、Uターンして対角線上を1〜2往復して技を決める往復式（ターンバック式）がある。
応用技として相手をコーナー最上段に座らせて自身もセカンドロープに登って仕掛ける雪崩式、走ってきた相手に仕掛けるカウンター式がある。

## 創始者と名手
1960年代から1970年代にかけて活躍したオクラホマ出身レスラー "カウボーイ" ビル・ワットのオリジナル技。パワフルなファイトを身上とするレスラーが主に使用しており、他の使い手ではワットと同じカウボーイのギミックで活動していたブラックジャック・マリガン、ボビー・ダンカン、ロン・バス、ワットが主宰するテリトリーで活動していたディック・マードックやスティーブ・ウィリアムスなどがいる。ウィリアムスはワットにスカウトされてプロレス入りしたため、この技を直伝で身につけてキャリア前半はフィニッシュ・ホールドとして使用していた。

## 名称
相手を持ち上げる際に、相手の体を自身の肩の上に乗せるようになる場合を「オクラホマ・スタンピード」、相手を自身の胸の前に担ぎ上げる場合を「アバランシュ・ホールド」（更に投げた後にピンフォールしない場合を「アバランシュ・プレス」「アバランシュ・スラム」）などと呼び分ける場合が多く、助走して仕掛ける場合はオクラホマ・スタンピード、助走しないで仕掛ける場合はアバランシュ・ホールドという呼び分け方をする場合もある。しかし、元来はオクラホマ・スタンピードもアバランシュ・ホールドも同じ技であり、肩の上に担ぎ上げるか胸の前に担ぎ上げるか、もしくは助走を付けるか付けないかはバリエーションの1つでしかない。そのため、正確にはオクラホマ･スタンピードとアバランシュ･ホールドの名称によるフォームの区別化は間違いである。

## 主な使用者
- ビル・ワット
- ディック・マードック
- ブラックジャック・マリガン
- ボビー・ダンカン
- バズ・タイラー
- ロン・バス - 国際プロレス参戦時はテキサス・スタンピードと名付けていたが技は未公開。
- ハルク・ホーガン - カリフォルニア・クラッシュの名称で使用。
- デイビーボーイ・スミス
- ジム・ナイドハート
- スティーブ・ウィリアムス - 通常型に加え、相手を担いだまま走ってコーナーバックルに相手の背中を2回ぶつけてから仕掛ける往復式、さらに雪崩式を使用。ワットから直接伝授された。
- ジョン・テンタ
- デイビーボーイ・スミス・ジュニア
- マーク・ヘンリー - 相手を自身の胸に抱きかかえるスタイルをワールド・ストロンゲスト・スラムの名称で使用。
- ボビー・ラシュリー - パワースラムの名称で使用（一般的なパワースラムとは別である）。
- ブライアン・ケイジ
- ジェシー・ホワイト - ボディ・アバランシュの名称で使用。
- ブラウン・ストローマン - パワースラムの名称で使用（一般的なパワースラムとは別である）。
- 長州力
- 佐藤嗣崇
- 黒影
- 岡林裕二
- 樋口和貞
- 渡辺未詩

## 派生技
パワースラム
オクラホマ・スタンピードからの派生ではないが、オクラホマと同じくボディスラムから派生したものであり、技の共通点も多い。主に走ってくる相手へのカウンターとして使用されることが多く、相手を正面から片腕で相手の後頭部、もう片腕で股間を抱え込んで担ぎ上げると同時に、自らの体を後方へ反転させながら倒れこみ、その勢いと遠心力を利用して相手を背面からマットへ叩き付ける。
ターボ・ドロップ
ジム・スティールが覆面レスラー「ザ・ラクロス」時代に考案した。覆面をぬいだ後も使用するが、後に開発したターボ・ドロップIIの方をフィニッシュとして使用することが多く、この技は中盤から後半での大技として使用することが多い。
相手を肩の上に担ぎ上げた状態で、その場で数度旋回し、その勢いを利用して相手を前方に背面から投げ落とす。
メルト・ダウン
ブライアン・クラークが考案した。リストクラッチ・コブラツイストの状態のまま相手を担ぎ上げ、相手を空中で離して、肩の上に乗せて相手の胴を両腕抱えて、前方に倒れこんで相手を背面からマットへ叩きつける。
カナディアン・ハンマー
吉江豊が海外遠征時に考案。カナディアン・バックブリーカーのように相手を仰向けで肩の上に担ぎ、その状態から前方に倒れこみ、前面からマットへ叩きつける。相手の表裏を逆にしたオクラホマ・スタンピード。
CCD（コジマ・クラッシュ・ダイナマイト）
エメラルド・フロウジョンの派生技として小島聡が考案したものだが、技の形としては垂直落下式オクラホマ・スタンピードともいえる。
相手をオクラホマ・スタンピードの要領で肩の上に乗せた状態から、相手を乗せていない側の方へ倒れこみ、相手を頭部からマットへ叩き落とす。ちなみにエメラルド・フロウジョンは、相手を担いでいる方向へ倒れる。
ワールド・ストロンゲスト・スラム
マーク・ヘンリーの必殺技で、日本字幕では『世界最強のスラム』と表記されることが多い。
相手のボディスラムの体勢で横向きに抱え上げ、そのまま体重を浴びせて前方へ叩きつけるアバランシュ・プレス。重量挙げ選手としてバルセロナ・オリンピックにも出場したヘンリーの代名詞的必殺技。